# Eau Claire County
Das Eau Claire County ist ein County im US-amerikanischen Bundesstaat Wisconsin.
Im Jahr 2020 hatte das County 105.710 Einwohner und eine Bevölkerungsdichte von 64 Einwohnern pro Quadratkilometer. Der Verwaltungssitz (County Seat) ist Eau Claire.

## Geografie
Das County liegt im mittleren Nordwesten vom Wisconsin und hat eine Fläche von 1671 Quadratkilometern, wovon 20 Quadratkilometer Wasserfläche sind.
Im Nordwesten des Countys mündet der Eau Claire River in den Chippewa River, ein linker Nebenfluss des Mississippis.
An das Eau Claire County grenzen folgende Nachbarcountys:
|                           | Chippewa County    |                |
| Dunn County, Pepin County |                    | Clark County   |
| Buffalo County            | Trempealeau County | Jackson County |

## Geschichte
Das Eau Claire County wurde am 6. Oktober 1856 aus Teilen des Chippewa County gebildet. Benannt wurde es, ebenso wie die Bezirkshauptstadt, nach dem Eau Claire River, der das County durchfließt.

## Bevölkerung
Nach der Volkszählung im Jahr 2010 lebten im Eau Claire County 98.736 Menschen in 39.710 Haushalten. Die Bevölkerungsdichte betrug 59,8 Einwohner pro Quadratkilometer. In den 39.710 Haushalten lebten statistisch je 2,37 Personen.
Ethnisch betrachtet setzte sich die Bevölkerung zusammen aus 93,3 Prozent Weißen, 1,0 Prozent Afroamerikanern, 0,6 Prozent amerikanischen Ureinwohnern, 3,5 Prozent Asiaten sowie aus anderen ethnischen Gruppen; 1,6 Prozent stammten von zwei oder mehr Ethnien ab. Unabhängig von der ethnischen Zugehörigkeit waren 2,1 Prozent der Bevölkerung spanischer oder lateinamerikanischer Abstammung.
20,7 Prozent der Bevölkerung waren unter 18 Jahre alt, 66,0 Prozent waren zwischen 18 und 64 und 13,3 Prozent waren 65 Jahre oder älter. 50,9 Prozent der Bevölkerung war weiblich.

Das jährliche Durchschnittseinkommen eines Haushalts lag bei 47.821 USD. Das Pro-Kopf-Einkommen betrug 25.437 USD. 15,7 Prozent der Einwohner lebten unterhalb der Armutsgrenze.

## Ortschaften im Eau Claire County
Citys
- Altoona
- Augusta
- Eau Claire1

Villages
- Fairchild
- Fall Creek

Census-designated place (CDP)
- Seymour

Unincorporated Communities
| - Allen - Brackett - Cleghorn - Foster - Hadleyville | - Hale Corner - Hay Creek - Ludington - Lufkin - Mount Hope Corners | - Nix Corner - Rodell - Truax - Union - Wilson |

1 – teilweise im Chippewa County

## Gliederung
Das Eau Claire County ist neben den drei Citys und zwei Villages in 13 Towns eingeteilt:
| Town                    | Einwohner (2010) | FIPS     |
| ----------------------- | ---------------- | -------- |
| Town of Bridge Creek    | 1900             | 55-09500 |
| Town of Brunswick       | 1624             | 55-10625 |
| Town of Clear Creek     | 821              | 55-15200 |
| Town of Drammen         | 783              | 55-20800 |
| Town of Fairchild       | 343              | 55-24850 |
| Town of Lincoln         | 1096             | 55-44350 |
| Town of Ludington       | 1063             | 55-46275 |
| Town of Otter Creek     | 500              | 55-60750 |
| Town of Pleasant Valley | 3044             | 55-63400 |
| Town of Seymour         | 3209             | 55-72675 |
| Town of Union           | 2663             | 55-81550 |
| Town of Washington      | 7182             | 55-83612 |
| Town of Wilson          | 485              | 55-87400 |

## Verkehr
Der Chippewa Valley Regional Airport liegt 6 km nördlich der Stadt.